# Phare des îles Columbretes
Le phare des îles Columbretes est un phare situé au nord de la plus grande des Îles Columbretes (Columbrete Grande), 30 milles marins à l'est du Cap d'Oropesa, au large de la localité d'Oropesa del Mar, dans la province de Castellón (Communauté valencienne) en Espagne. Les îles sont dans le parc naturel et marin des Îles Columbretes.
Il est géré par l'autorité portuaire de Castellón de la Plana .

## Histoire
La construction d’un phare sur les îles débuta en 1859. Ses plans définissent une tour cylindrique en maçonnerie de 20 m de haut, avec galerie et lanterne, dressée sur une maison carrée de deux étages servant à loger les gardiens. La mise en service intervient seulement un an après le début des travaux, en 1860.
Le phare et ses dépendances sont peints en blanc. Devant le bâtiment principal se trouve aussi une petite tour octogonale de 6 m de haut construite en 1961, avec lanterne, portant un feu de secours automatique qui supplée au feu du grand phare en cas de panne. 
Automatisé, le phare perdit ses gardiens en 1975. Ses logements ne devaient cependant pas rester vides : les gardes du parc naturel et marin des îles Columbretes s’y installèrent douze ans plus tard, chambres et bureau. En 2008, le bâtiment fut rénové par le Ministère de l'Environnement.
Il est perché sur les hauteurs de la plus grande île de l’archipel des Columbretes. Celle-ci, inhabitée, est aujourd’hui fréquentée par les plongeurs. D’un plan focal de 85 m au-dessus du niveau de la mer, le phare, la nuit, émet quatre éclats blancs, 3 groupés et un isolé, toutes les 22 secondes.
Identifiants : ARLHS : SPA180 ; ES-26620 - Amirauté : E0222 - NGA : 5504 .
|                  |
| Îles Columbretes |

|              |
| Localisation |

### Lien connexe
- Liste des phares d'Espagne